# Spalding Tournament
Het Spalding Tournament was een internationaal golftoernooi dat jaarlijks werd gespeeld van 1946 tot en met 1960, voordat de Europese PGA Tour werd opgericht. Het toernooi werd op de Worthing Golf Club gespeeld.
In 1952 werd tijdens het toernooi een wereldrecord gevestigd. Tom Haliburton behaalde in twee rondes een score van 126 (61-65).

## Winnaars
- 1947:  Henry Cotton
- 1948:  Norman Von Nida
- 1949:  Charlie Ward
- 1950:  Bobby Locke
- 1951:  Jack Hargreaves
- 1952:  Tom Haliburton
- 1953:  Bernard Hunt
- 1954:  Dai Rees
- 1955:  Cecil Denny
- 1956:  Christy O'Connor sr.
- 1957:  Bernard Hunt